# Nikolái Kozlov
Nikolái Nikoláievich Kozlov (Николай Николаевич Козлов), nacido en Shcherbinka el 21 de julio de 1972, jugador  ruso de waterpolo, miembro de la selección de su país.

## Biografía
Entró en el equipo nacional ruso en 1991. Fue condecorado con la Orden de la Amistad en 2001 y con la Medalla de la Orden del Mérito de la Patria en el grado II en 2005.

## Clubs
- Spartak Volgograd ( Rusia)

## Palmarés
Como jugador de la selección del Equipo Unificado de waterpolo
- Bronce en los juegos olímpicos de Barcelona 1992

Como jugador de la selección rusa de waterpolo
- 5º en los juegos olímpicos de Atlanta 1996
- Plata en los juegos olímpicos de Sídney 2000
- Bronce en los juegos olímpicos de Atenas 2004
- Bronce en el campeonato mundial de waterpolo de Fukuoka 2001